# Tallián János (alispán)
Vizeki Tallián János (1712 – Tevel, Tolna vármegye, 1775. augusztus 27.) Vas vármegye alispánja, királyi tanácsos.

## Élete
A dunántúli ősrégi római katolikus nemesi származású vizeki Tallián család leszármazottja. Apja vizeki Tallián Ádám, királyi tanácsos, 1717 és 1719 között Zala vármegye alispánja, földbirtokos, anyja eörményesi Fiáth Borbála volt. Apai nagyszülei vizeki Tallián Gergely, soproni harmincados és osztopáni Perneszy Anna Julianna voltak. Apai nagyanyja révén, a tehetős és nagy múltra visszatekintő osztopáni Perneszy család sarja volt; apai dédapja, osztopáni Perneszy István, zalalövői vár főkapitánya volt. Anyai nagyszülei eörményesi Fiáth János (1653-1727) királyi helytartósági tanácsos, Győr vármegye alispánja és abai Fördős Katalin voltak. Tallián János egyik leánytestvére, vizeki Tallián Bobála (1702-1781), miskei és monostori Thassy Ferenc Somogy vármegye főügyészének a neje volt.
Tallián János 1748-tól 1759-ig Somogy vármegye főjegyzője, majd ezt követően helyettes somogyi alispán lett: 1760 és 1770 között első alispán, amikor is kinevezték ülnökké a Királyi Táblára. 1767. december 25.-én királyi tanácsosi címet kapott Mária Terézia magyar királynőtől. 1771-től 1775-ig érseki ülnök volt.
A Mária Terézia kori úrbérrendezésen vizeki Tallián János három úrbéri birtokkal élt: A jelentős nagyságú Vas megyei felsőszilvágyi úrbéri birtoka, és két kisebb birtoka volt Somogy megyében; összesen 417 úrbéri holdja, 18 jobbágya és 15 zsellére volt a tehetős köznemesnek.

## Házassága és gyermekei
1750. február 2-án, Vasszilvágyon feleségül vette a nemesi szentgyörgyi Horváth családból való szentgyörgyi Horváth Terézia Jozefa (Pápa, 1734. február 8.–Ádánd, 1757. május 13.) kisasszonyt, szentgyörgyi Horváth László (1707–†?), földbirtokos és az ősrégi bezerédi Bezerédj családból való bezerédi Bezerédj Mária Eleonóra (1717–†?) lányát. Az apai nagyszülei szentgyörgyi Horváth József, 1717-ben Vas vármegye alispánja, földbirtokos és mezőszegedi Szegedy Borbála (†1732) voltak. Az anyai nagyszülei bezerédi Bezerédj Ferenc (†1737), földbirtokos és nemes Sartory Johanna voltak. A frigyből származott:
- vizeki Tallián Antal (Ádánd, Somogy vármegye, 1751. március 11. – Pest, 1820. december 7.), császár és királyi kamarás, királyi tanácsos, táblabíró, aranysarkantyús vitéz. Neje: dunaszekcsői Bésán Anna Júlianna (Dunaszekcső, 1760. június 8.–Pest, 1819. július 11.).
- vizeki Tallián Teréz (Ádánd, 1752. október 20.–1830. február 14.). Férje: felsőpulyai Rohonczy György (Pápa, 1741. április 27.–Pápa, 1797. április 15.).
- vizeki Tallián János (1756.–Vasszilvágy, 1782. december 10.). Neje: hidvégi Hiemer Borbála (Székesfehérvár, 1762. november 29.–Pest, 1812. szeptember 3.).